# Alfredo Anderson
Alfredo Anderson (født 30. oktober 1978) er en panamansk fodboldspiller.

## Panamas fodboldlandshold
| Panamas landshold | Panamas landshold | Panamas landshold |
| År                | Kmp               | Mål               |
| ----------------- | ----------------- | ----------------- |
| 2000              | 4                 | 0                 |
| 2001              | 8                 | 2                 |
| Total             | 12                | 2                 |